# Jackie Young
Pour les articles homonymes, voir Young.
Jackie Young est une basketteuse américaine née le 16 septembre 1997 à Princeton (Indiana). Young a joué au basket-ball pour l'université de Notre Dame, remportant le championnat NCAA en 2018. Elle est sélectionnée en première position lors de la draft WNBA 2019 par les Aces de Las Vegas, Young est championne 2022 avec les Aces. Elle est championne olympique 2020 de basket-ball féminin 3×3 avec les États-Unis.

## Biographie

### Carrière universitaire
Issue de la Princeton Community High School, elle joue en NCAA pour les Fighting Irish de Notre-Dame, atteignant deux fois les finales et remportant le titre en 2018.

### Carrière professionnelle
Elle est le premier choix de la draft WNBA 2019 par les Aces de Las Vegas, sa coéquipière Arike Ogunbowale étant également recrutée par les Wings de Dallas après seulement trois saisons en universitaires, tout comme Jewell Loyd, premier choix de la draft WNBA 2015. Elle est considérée comme la meilleure défenseuse de Notre-Dame, ne craignant pas de jouer avec un nez cassé en sophomore et en junior, mais les analystes considèrent qu'elle doit progresser au tir à trois points, qu'elle tentent peu.

### Equipe nationale
Elle est membre de l'équipe américaine de basket-ball à trois qui dispute les Jeux olympiques de Tokyo afin de remplacer en dernière minute Katie Lou Samuelson.

## Palmarès et distinctions

### Palmarès

#### En sélection nationale
- Médaille d'or aux Jeux olympiques d'été de 2020 en basket à trois[6]..

#### En NCAA
- Championne NCAA 2018[2]

### Distinctions personnelles

#### En WNBA
- WNBA Most Improved Player en 2022[7].

#### En NCAA
- Second meilleur cinq de l'Atlantic Coast Conference (2019)[8]